# JIMI RC Vyškov
JIMI RC Vyškov, dříve známy jako Gymnázium Vyškov, Slavoj Vyškov, TJ Vyškov a RC Vyškov je ragbyový klub z Vyškova (okres Vyškov, Jihomoravský kraj), jehož mužský tým v současnosti hraje nejvyšší soutěž v Extralize ragby XV. Domovským hřištěm klubu je areál J. Navrátila ve Vyškově. Založen byl v roce 1952.

## Úspěchy
- Československá liga
  - Vítězství: 1974, 1975, 1976, 1977, 1978, 1979, 1980, 1981, 1985, 1989, 1991
- Česká ragbyová extraliga
  - Vítězství: 1994, 2016
  - Finále: 2000, 2004, 2015, 2018, 2021

## Významní odchovanci
Muži v zahraničních soutěžích
- Ondřej Kutil, hráč SOC Rugby Chambéry (Nationale)
- Martin Wognitsch, hráč Soyaux Angoulême XV Charente (Pro D2)

Ženy v zahraničních soutěžích
- Kateřina Vrbacká, hráčka Falcons RFC (Malta)

## Současné vedení klubu
Trenéři: Petr Okleštěk
Sekretář klubu: Martin Hudák
Prezident klubu: Jiří Klement
Složení týmu 2024/2025: Doležel, J. Kovář, Monček, Trunečka, Pořízek, Magueda, O. Kovář, Beukes, Novák, Kopřiva, Žižka, Aguilera, Šípek, M. Kovář (kapitán), Soural, Julínek, Fialka, Šenk, Jaroš, Pořízek, Mrazčinský, Schmied, Prachař, Laidorf, Pytela, Pantůček.
Složení týmu 2024/2025
- 1. řada: J. Kovář, Doležel, Jaroš, Žižka, Magueda, Kopřiva
- 2. řada: Monček, Trunečka, Novák
- 3. řada: O. Kovář, Soural, Šípek, Pořízek, Aguilera
- Spojky: M. Kovář (kapitán)
- Útok: Schmied, Pantůček, Pytela, Prachař, Laidorf, Šenk, Fialka, Mrazčinský, Julínek, Beukes